# Cトレイン
Cトレイン（英：C-Train）はカナダのアルバータ州、カルガリーにあるライトレール鉄道路線に与えられた名称で、カルガリー交通局(Calgary Transit)のもとで運営されている。

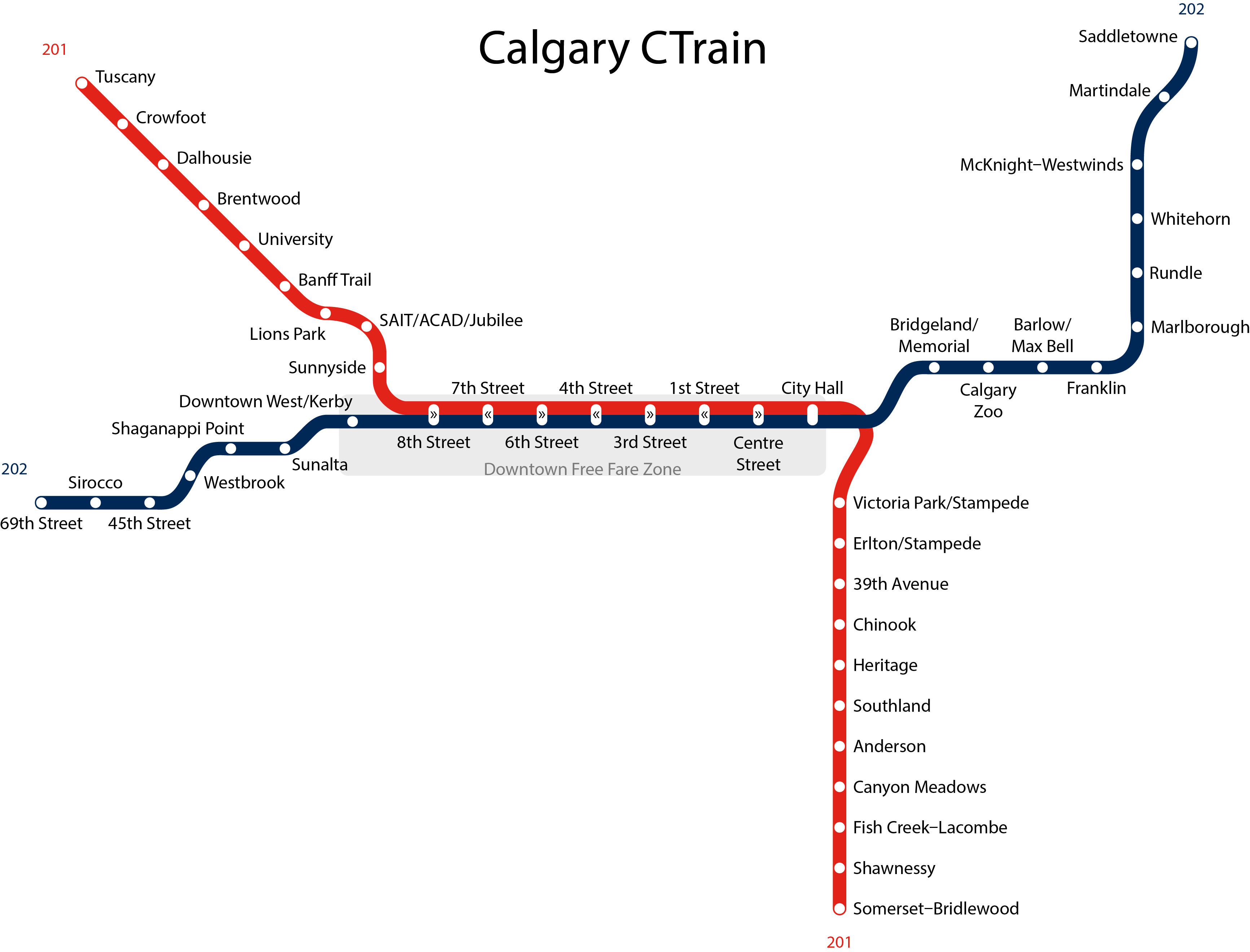
Cトレイン路線図
網掛け区間はダウンタウンの無料区間

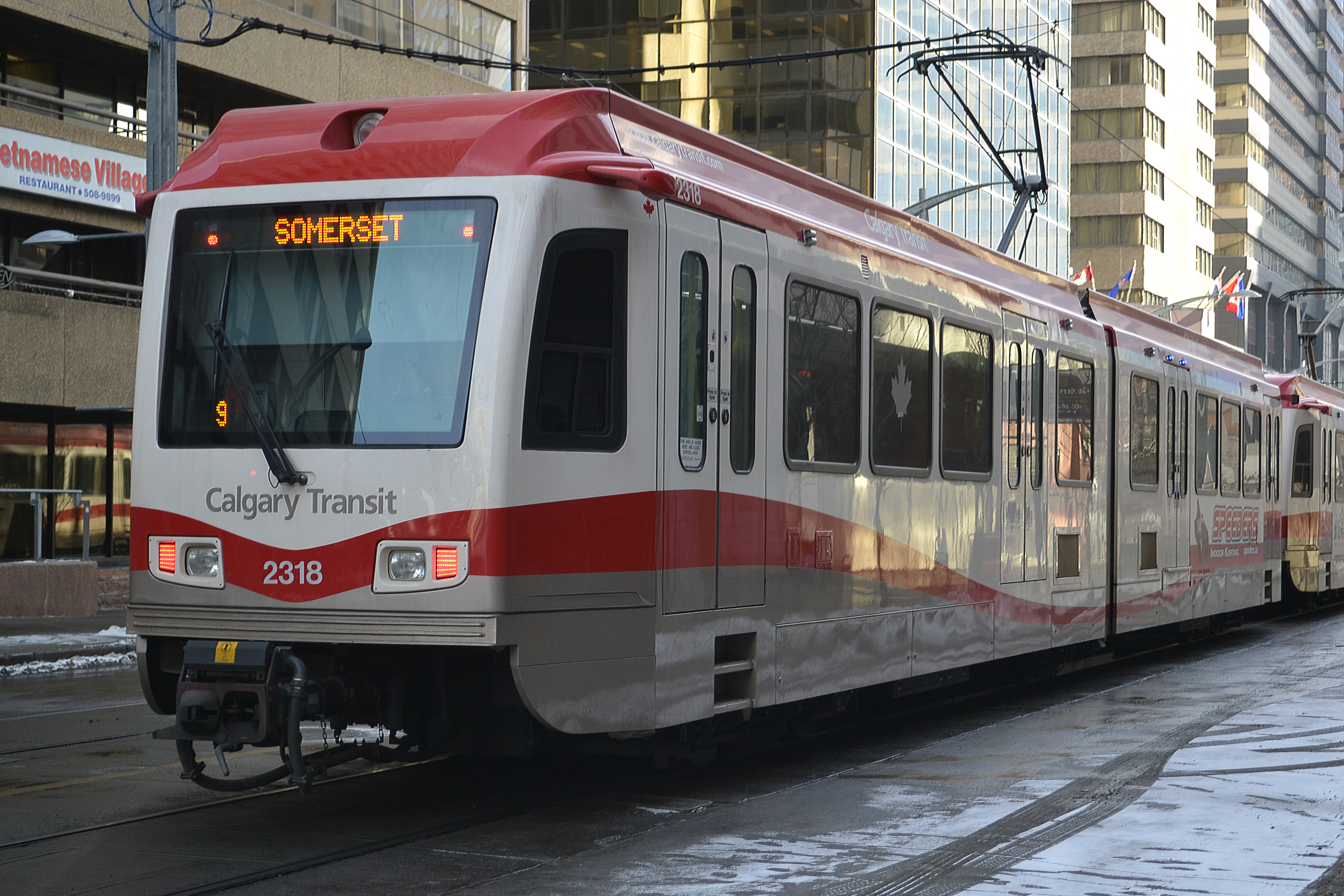
SD-160 車輌

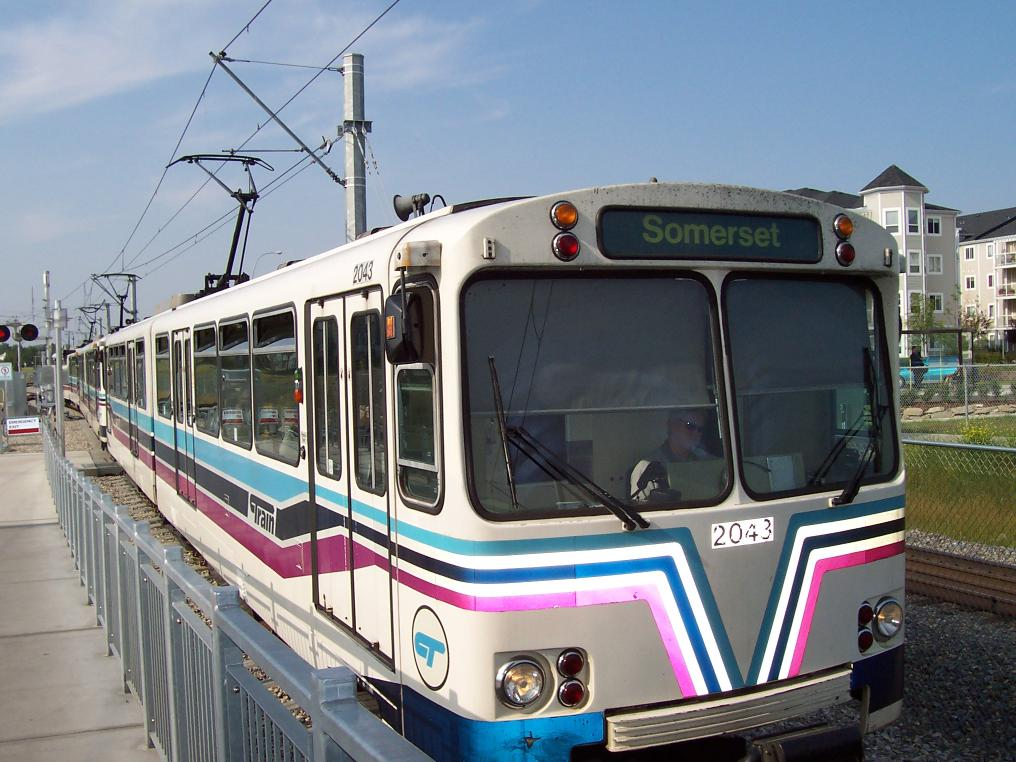
Cトレインの旧型車輌 シーメンス・デュワグ U2

## 概要
1981年に開通。総延長56.2km、45駅が運行中である。大きく二つのルートに分かれ、201（レッドライン）と202（ブルーライン）と名づけられており、ダウンタウンでは共通となる。車社会の北米にあっても、Cトレインの利用客数は非常に多い。2012年に開通したWestbrook駅付近は地下鉄となる。北米のLRT路線としては2012年に週に285,000人の乗客数を数え、メキシコのモンテレイLRTに次いで多く、LRT路線の成功例として取り上げられることが多い。

## 料金
一回券は$3カナダドル。セブンスアベニュー(7th Avenue)沿いのダウンタウン区間（ルート201・202の乗り入れ区間の8th St. SW駅～City Hall駅、ルート202のDowntown West – Kerby駅）は無料である。

## 路線と駅
系統は201系統のレッドラインと202系統のブルーラインがあり、セブンスアベニュー(7th Avenue)沿いのダウンタウン区間は併用区間でトランジットモールとなっている。

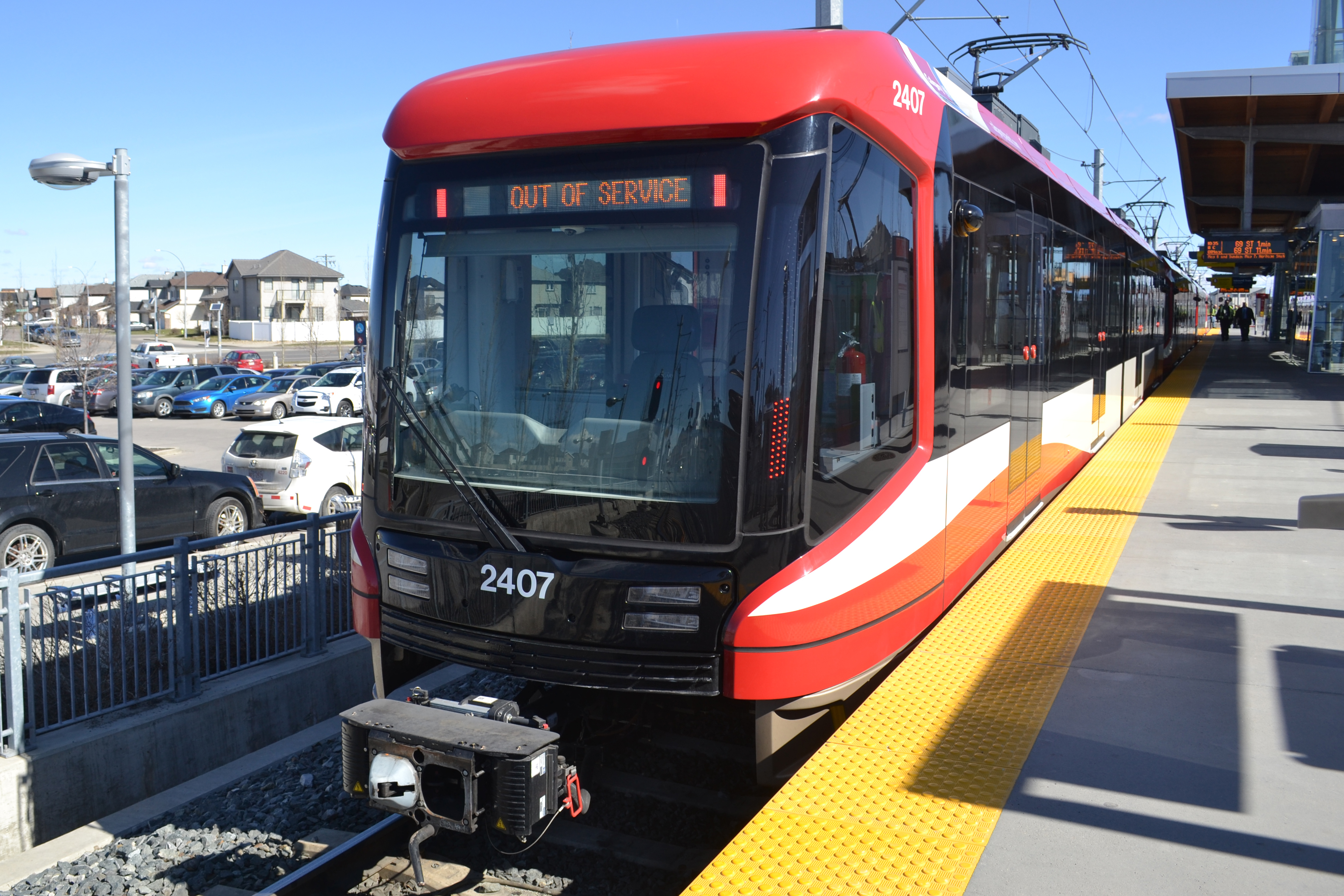
新型車両のS200

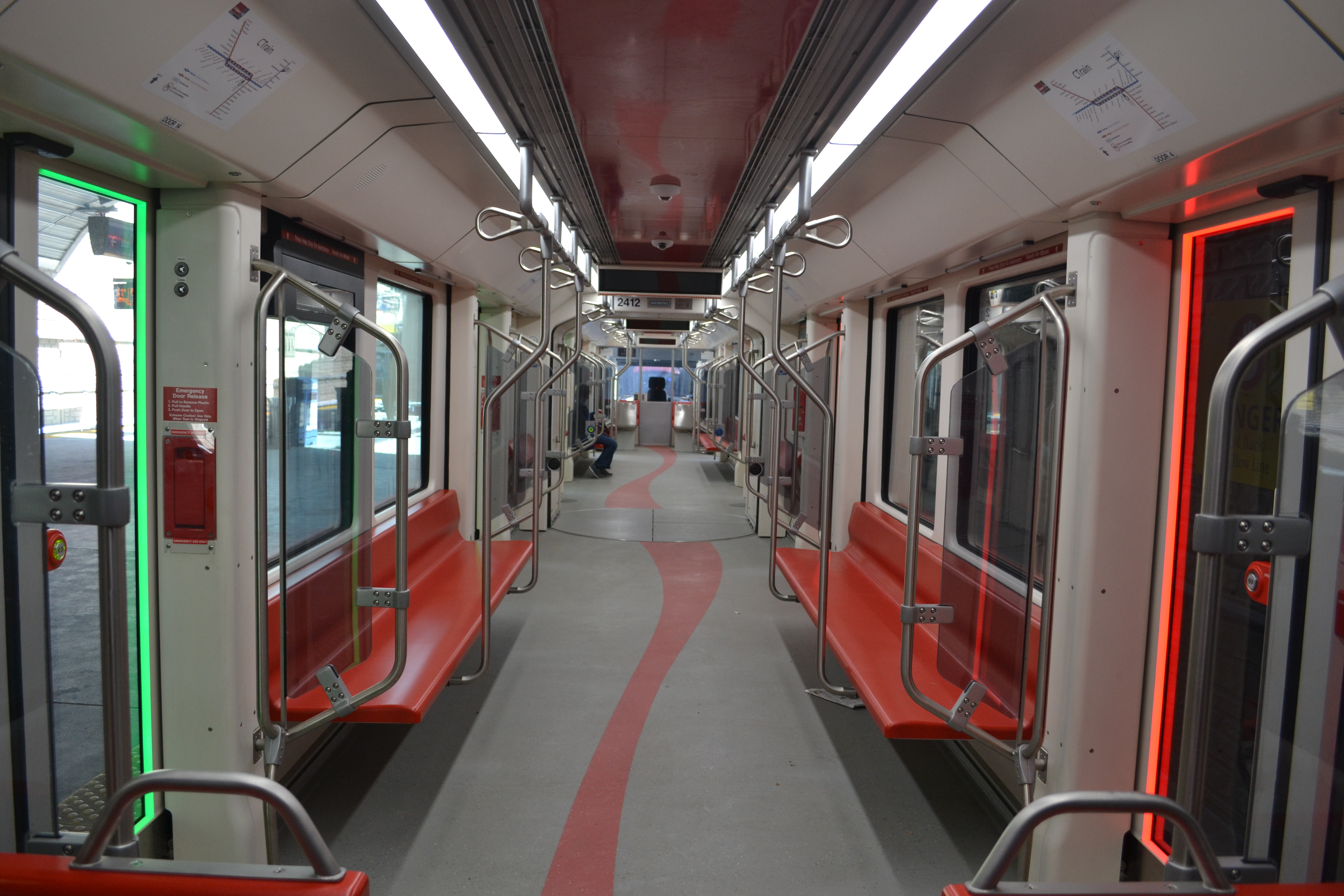
S200の車内

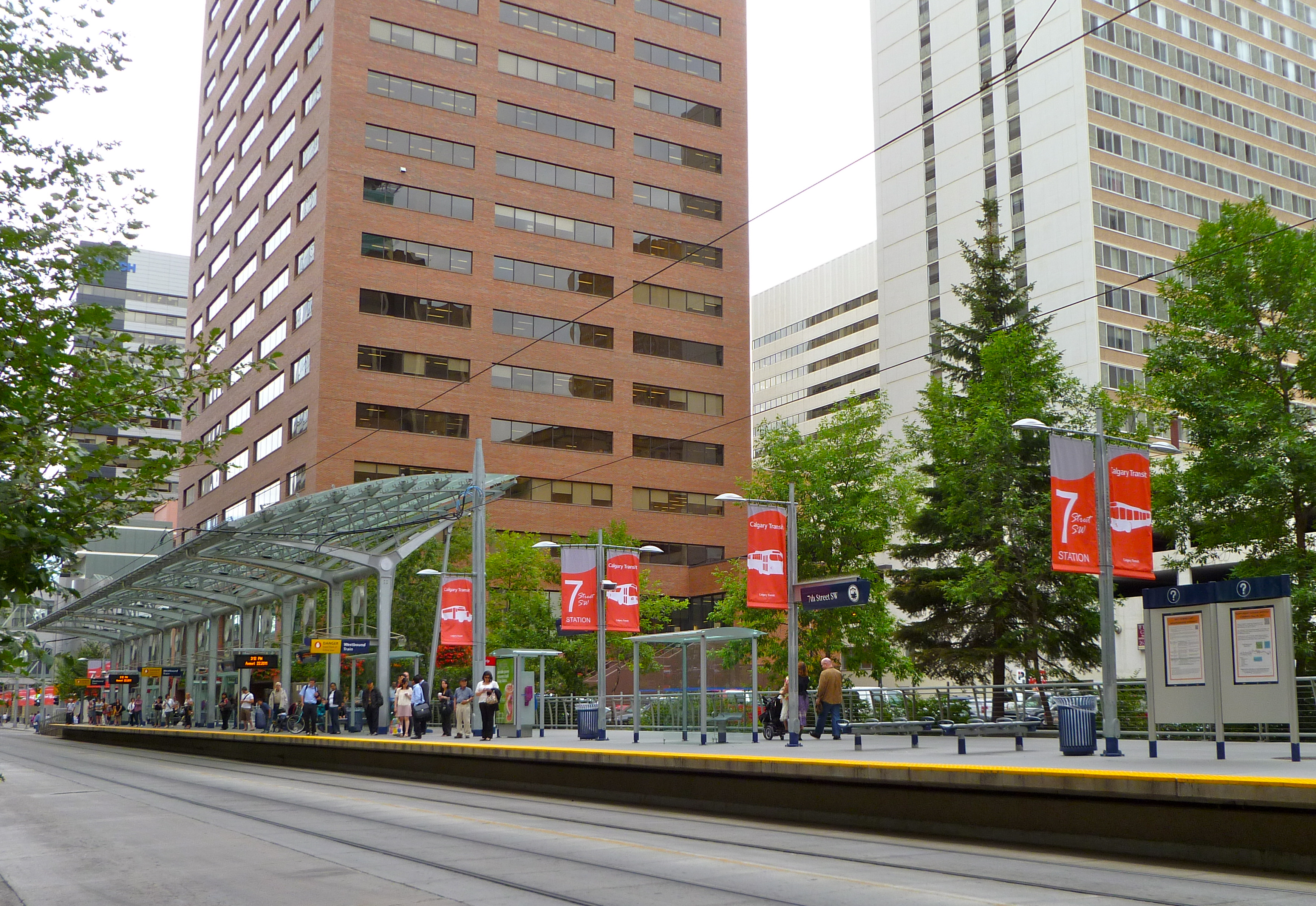
ダウンタウンのトランジットモール区間の7ストリート・サウスウェスト駅

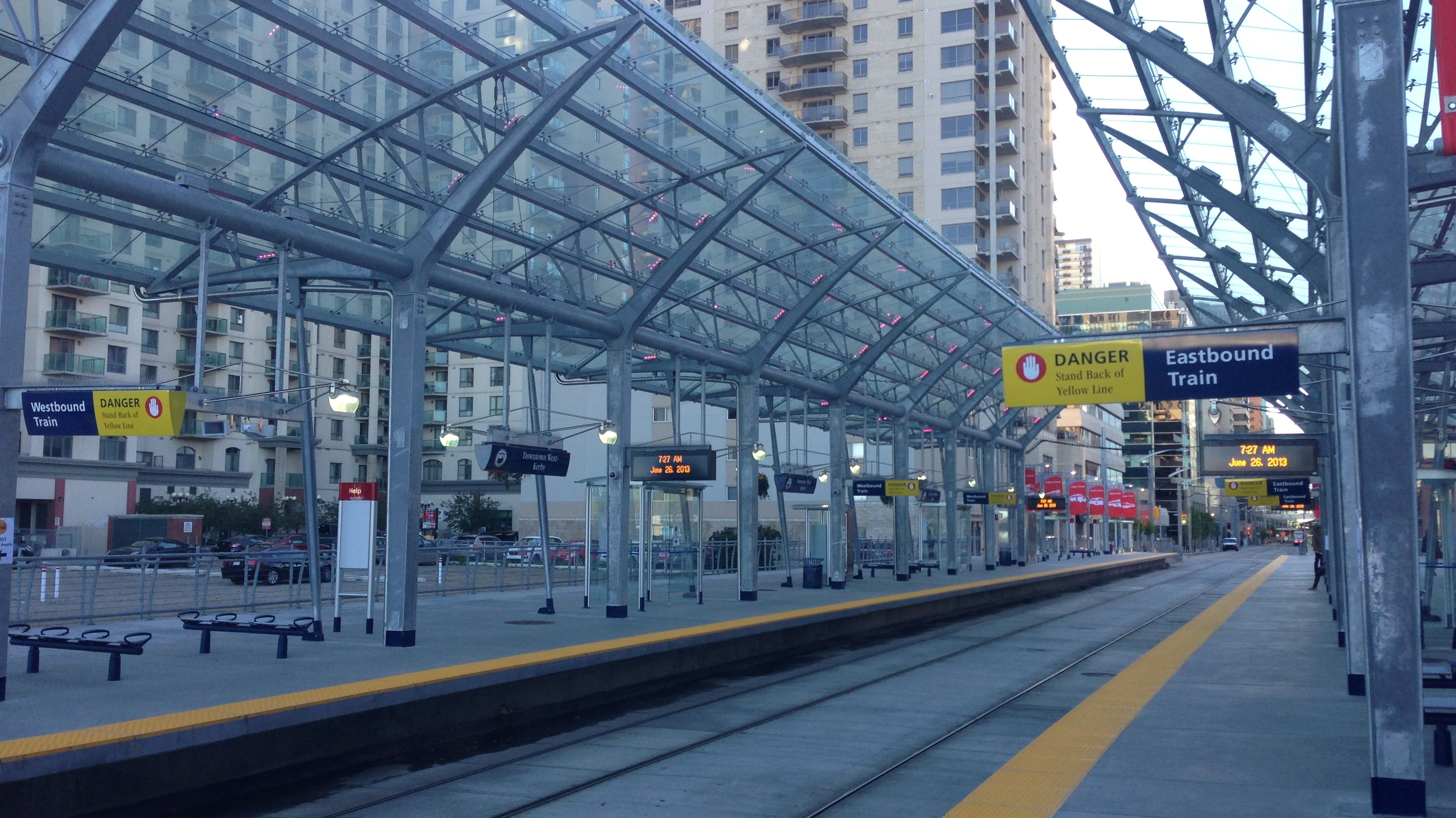
トランジットモール区間のダウンタウン・ウェスト - カービー駅

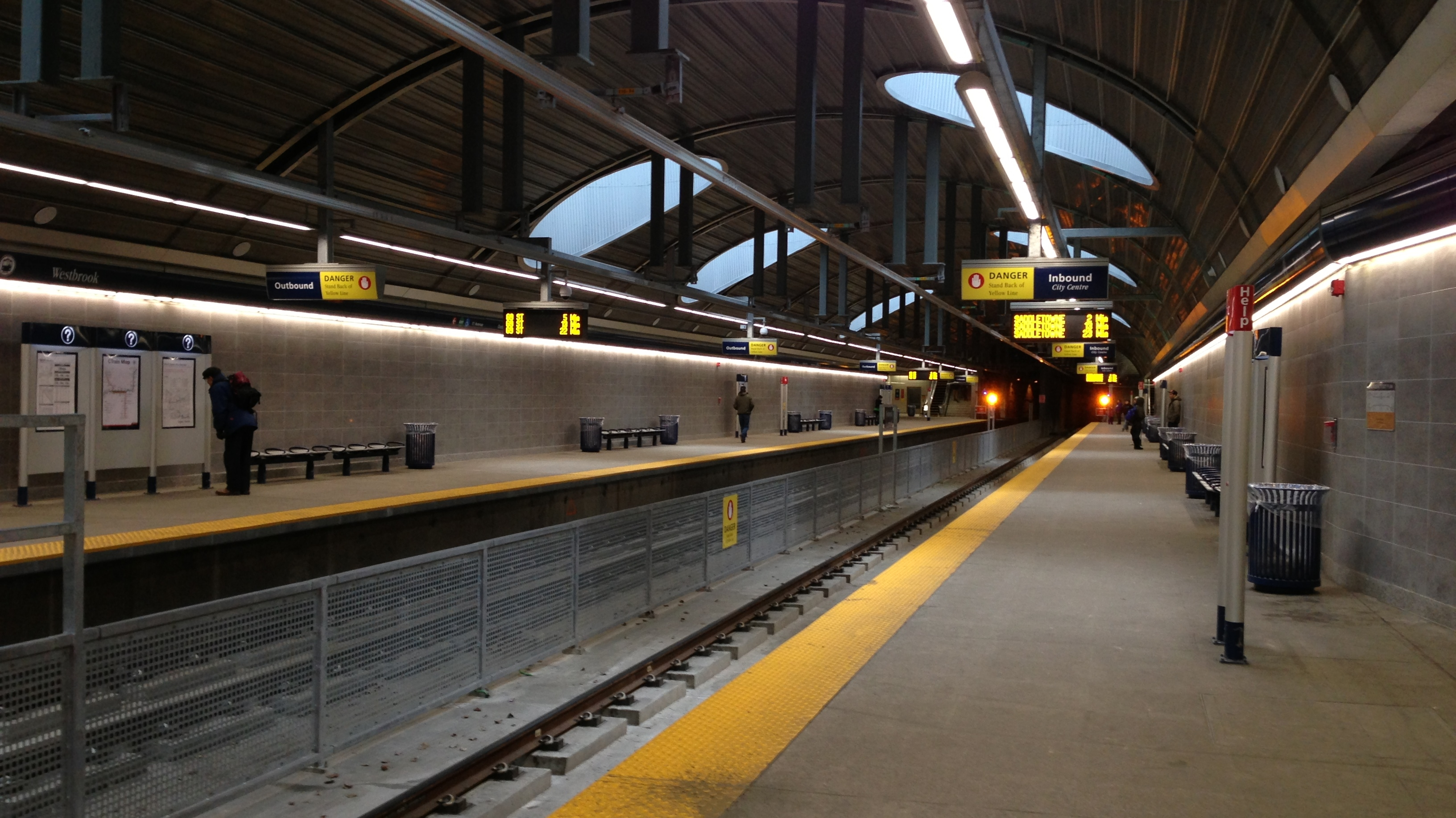
地下駅のウェストブルック駅

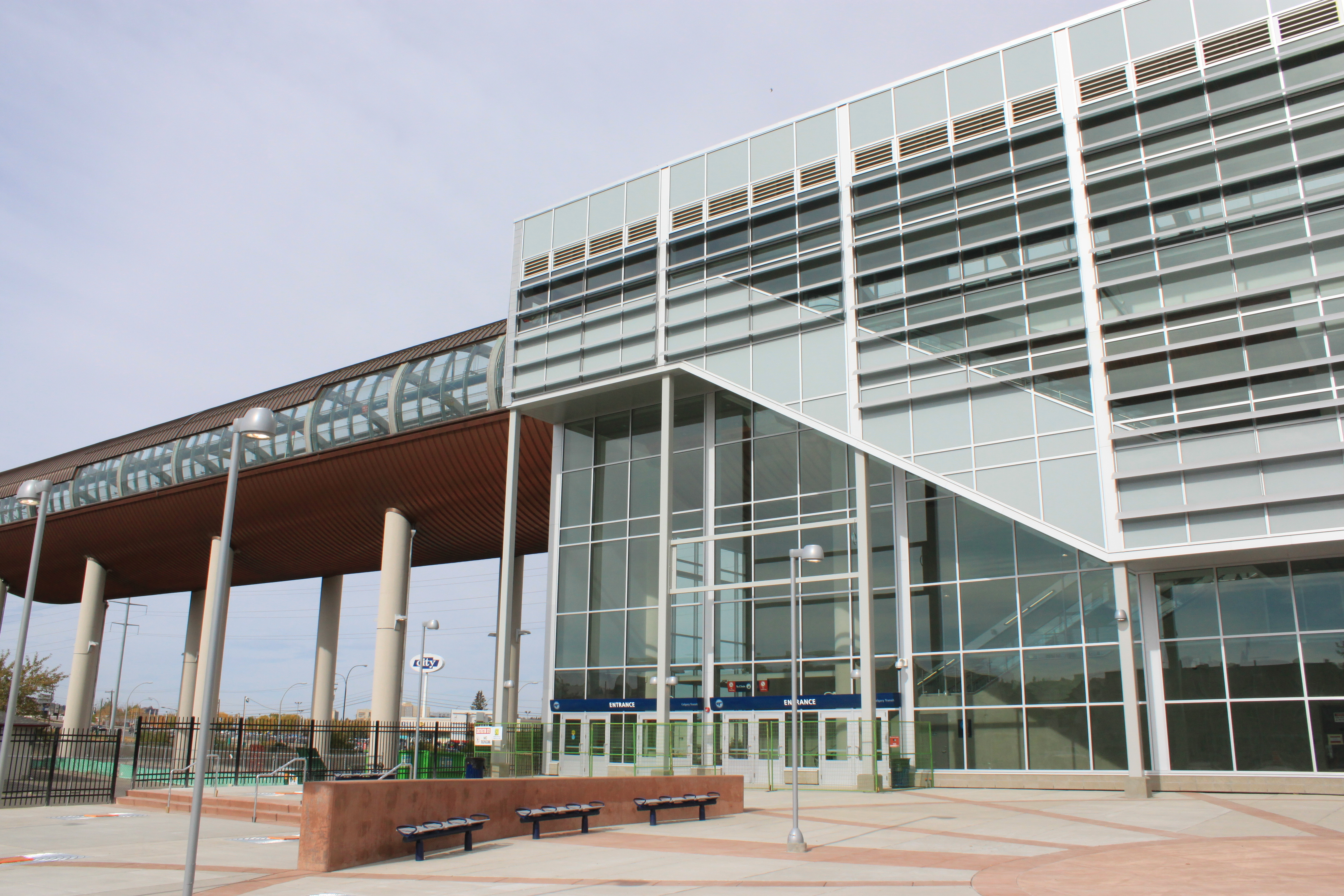
高架駅のサンアルタ駅

グリーンライン完成後の計画路線図

### レッドライン
201系統とも呼ばれる。
| 駅                                                                                               | 営業キロ | 開通年 | 接続系統、施設                           | 方式 | 備考     |
| ------------------------------------------------------------------------------------------------ | -------- | ------ | ---------------------------------------- | ---- | -------- |
| タスカニー駅(Tuscany)                                                                            | 0.0      | 2014年 |                                          | 地上 |          |
| クロウフット駅(Crowfoot)                                                                         |          | 2009年 |                                          | 地上 |          |
| ダルハウジー駅(Dalhousie)                                                                        |          | 2003年 |                                          | 地上 |          |
| ブレントウッド(Brentwood)                                                                        |          | 1990年 |                                          | 地上 |          |
| ユニバーシティー駅(University)                                                                   |          | 1987年 | カルガリー大学                           | 地上 |          |
| バンフ・トレイル駅(Central)                                                                      |          | 1987年 | マクマーン・スタジアム                   | 地上 |          |
| ライオンズ・パーク駅(Lions Park)                                                                 |          | 1987年 |                                          | 地上 |          |
| SAIT/ACAD/ジュビリー駅(SAIT/ACAD/Jubilee)                                                        |          | 1987年 | 南アルバータ工科大学、アルバータ美術大学 | 地上 |          |
| サニーサイド駅(Sunnyside)                                                                        |          | 1987年 |                                          | 地上 |          |
| 8ストリート・サウスウェスト駅(8 Street Southwest)                                                |          | 1981年 | 202系統                                  | 路面 | 無料区間 |
| 6ストリート・サウスウェスト/7ストリート・サウスウェスト駅(6 Street Southwest/7 Street Southwest) |          | 1981年 | 202系統                                  | 路面 | 無料区間 |
| 3ストリート・サウスウェスト/4ストリート・サウスウェスト駅(3 Street Southwest/4 Street Southwest) |          | 1981年 | 202系統                                  | 路面 | 無料区間 |
| 1ストリート・サウスウェスト/センター・ストリート駅(1 Street Southwest/Centre Street)             |          | 1981年 | 202系統、カルガリータワー                | 路面 | 無料区間 |
| シティー・ホール駅(City Hall)                                                                    |          | 1981年 | 202系統                                  | 路面 | 無料区間 |
| ヴィクトリアパーク/スタンピード駅 (Victoria Park/Stampede)                                       |          | 1981年 |                                          | 地上 |          |
| アールトン/スタンピード駅(Erlton/Stampede)                                                       |          | 1981年 |                                          | 地上 |          |
| 39アベニュー駅(39 Avenue)                                                                        |          | 1981年 |                                          | 地上 |          |
| チヌーク駅(Chinook)                                                                              |          | 1981年 |                                          | 地上 |          |
| ヘリテージ駅(Heritage)                                                                           |          | 1981年 |                                          | 地上 |          |
| サウスランド駅(Southland)                                                                        |          | 1981年 |                                          | 地上 |          |
| アンダーソン駅(Anderson)                                                                         |          | 1981年 |                                          | 地上 |          |
| キャニオン・メドウズ駅(Canyon Meadows)                                                           |          | 2001年 |                                          | 地上 |          |
| フィシュクリーク - ラコンブ駅(Fish Creek – Lacombe)                                              |          | 1981年 |                                          | 地上 |          |
| シャウネシー駅(Shawnessy)                                                                        |          | 2004年 |                                          | 地上 |          |
| サマーセット - ブリドルウッド駅 (Somerset – Bridlewood)                                          |          | 2004年 |                                          | 地上 |          |

### ブルーライン
202系統とも呼ばれる。
| 駅                                                                                                | 営業キロ | 開通年 | 接続系統、施設         | 方式 | 備考     |
| ------------------------------------------------------------------------------------------------- | -------- | ------ | ---------------------- | ---- | -------- |
| 69ストリート・サウスウェスト駅(69 Street Southwest)                                               | 0.0      | 2012年 |                        | 地上 |          |
| シロッコ駅(Sirocco)                                                                               |          | 2012年 |                        | 地上 |          |
| 45ストリート・サウスウェスト駅(45 Street Southwest)                                               |          | 2012年 |                        | 地上 |          |
| ウェストブルック(Westbrook)                                                                       |          | 2012年 | マウント・ロイヤル大学 | 地下 |          |
| シャガナッピ・ポイント駅(Shaganappi Point)                                                        |          | 2012年 |                        | 地上 |          |
| サンアルタ駅(Sunalta)                                                                             |          | 2012年 |                        | 高架 |          |
| ダウンタウン・ウェスト - カービー駅(Downtown West – Kerby)                                        |          | 2012年 |                        | 路面 | 無料区間 |
| 8ストリート・サウスウェスト駅(8 Street Southwest)                                                 |          | 1981年 | 201系統                | 路面 | 無料区間 |
| 6ストリート・サウスウェスト/7ストリート・サウスウェスト駅 (6 Street Southwest/7 Street Southwest) |          | 1981年 | 201系統                | 路面 | 無料区間 |
| 3ストリート・サウスウェスト/4ストリート・サウスウェスト駅 (3 Street Southwest/4 Street Southwest) |          | 1981年 | 201系統                | 路面 | 無料区間 |
| 1ストリート・サウスウェスト/センター・ストリート駅 (1 Street Southwest/Centre Street)             |          | 1981年 | 201系統                | 路面 | 無料区間 |
| シティー・ホール駅(City Hall)                                                                     |          | 1981年 | 201系統                | 路面 | 無料区間 |
| ブリッジランド/メモリアル駅 (Bridgeland/Memorial)                                                 |          | 1985年 | カルガリー動物園       | 地上 |          |
| 動物園駅(Zoo)                                                                                     |          | 1985年 | カルガリー動物園       | 地上 |          |
| バーロウ/マックス・ベル駅(Barlow/Max Bell)                                                        |          | 1985年 |                        | 地上 |          |
| フランクリン駅(Franklin)                                                                          |          | 1985年 |                        | 地上 |          |
| マルボロー駅(Marlborough)                                                                         |          | 1985年 |                        | 地上 |          |
| ランドル駅(Rundle)                                                                                |          | 1985年 |                        | 地上 |          |
| ホワイトホーン駅(Whitehorn)                                                                       |          | 1985年 |                        | 地上 |          |
| マックナイト - ウェストウィンズ駅(McKnight – Westwinds)                                           |          | 2007年 |                        | 地上 |          |
| マーティンデール駅(Martindale)                                                                    |          | 2012年 |                        | 地上 |          |
| サドルタウン駅(Saddletowne)                                                                       |          | 2012年 |                        | 地上 |          |

### グリーンライン
2022年建設開始、第一期区間の20㎞が2031年に開通予定。総延長46㎞、28駅の超低床電車による運行路線として計画されている。中心部は一部区間が地下鉄となる。203系統とも呼ばれる予定。駅名は仮名。Grand Central Station/Event Centre駅では計画されているカルガリーとエドモントンやバンフ、カルガリー国際空港とを結ぶ鉄道路線の拠点駅となる。第一期区間の他、第二期、カルガリー国際空港までを結ぶ空港支線の建設も進められる予定となっている。
| 駅                                 | 営業キロ | 開通年         | 接続路線、施設 | 方式 |
| ---------------------------------- | -------- | -------------- | -------------- | ---- |
| Eau Claire                         | 0.0      | 2031年開業予定 |                | 地下 |
| 7 Avenue SW                        |          | 2031年開業予定 |                | 地下 |
| Beltline                           |          | 2031年開業予定 |                | 地下 |
| Grand Central Station/Event Centre |          | 2031年開業予定 |                | 地上 |
| Inglewood/Ramsay                   |          | 2031年開業予定 |                | 高架 |
| 26 Ave SE                          |          | 2031年開業予定 |                | 高架 |
| Highfield                          |          | 2031年開業予定 |                | 地上 |
| Lynnwood/Millican                  |          | 2031年開業予定 |                | 地上 |
| Ogden                              |          | 2031年開業予定 |                | 地上 |
| South Hill                         |          | 2031年開業予定 |                | 地上 |
| Quarry Park                        |          | 2031年開業予定 |                | 地上 |
| Douglas Glen                       |          | 2031年開業予定 |                | 地上 |
| Shepard                            | 20       | 2031年開業予定 |                | 地上 |

## 車両
- シーメンス・デュワグ U2・・・開通当初からの車両、廃車が進んでいる。一部車両はエドモントンLRTに部品確保用に譲渡される。
- Siemens–Duewag U2 AC・・・もともとは1988年にアルバータ州政府が発注したGTO-VVVF試作車。カルガリー、エドモントン両市で試用後の1990年に購入。当初の車番は3001,3002であったが1999年に2101,2102に改番。2016年に営業運転から撤退、2101は事業用車に改造

- シーメンス SD-160 5/6/7シリーズ　当初非冷房だったが2009年から2011年に冷房改造される。この型式までセミクロスシート車。
- シーメンス SD-160 8シリーズ・・・カルガリー交通局初の冷房車かつオールロングシート車。
- シーメンス S200・・・2016年に導入された新型車両

## ギャラリー

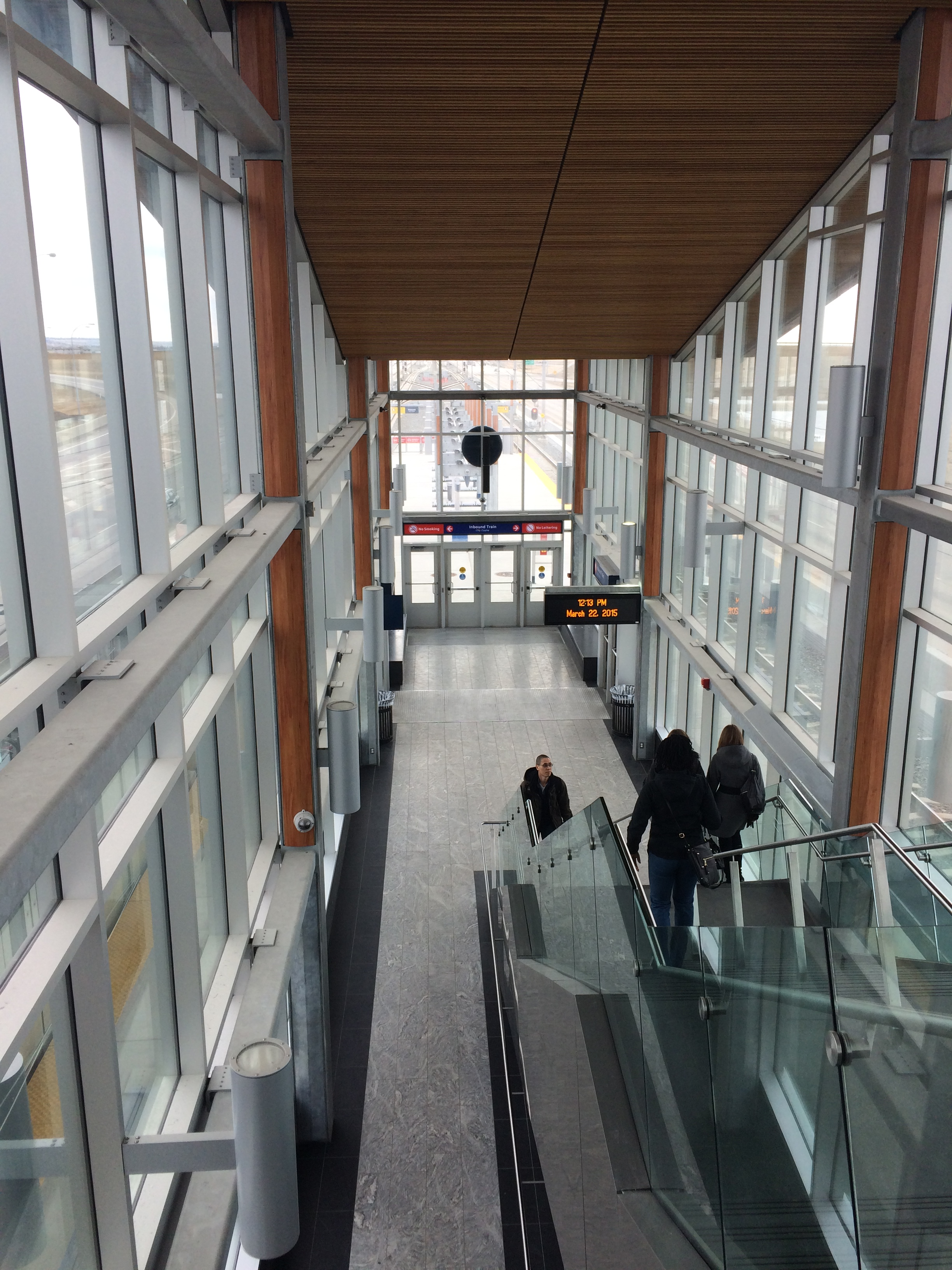
タスカニー駅
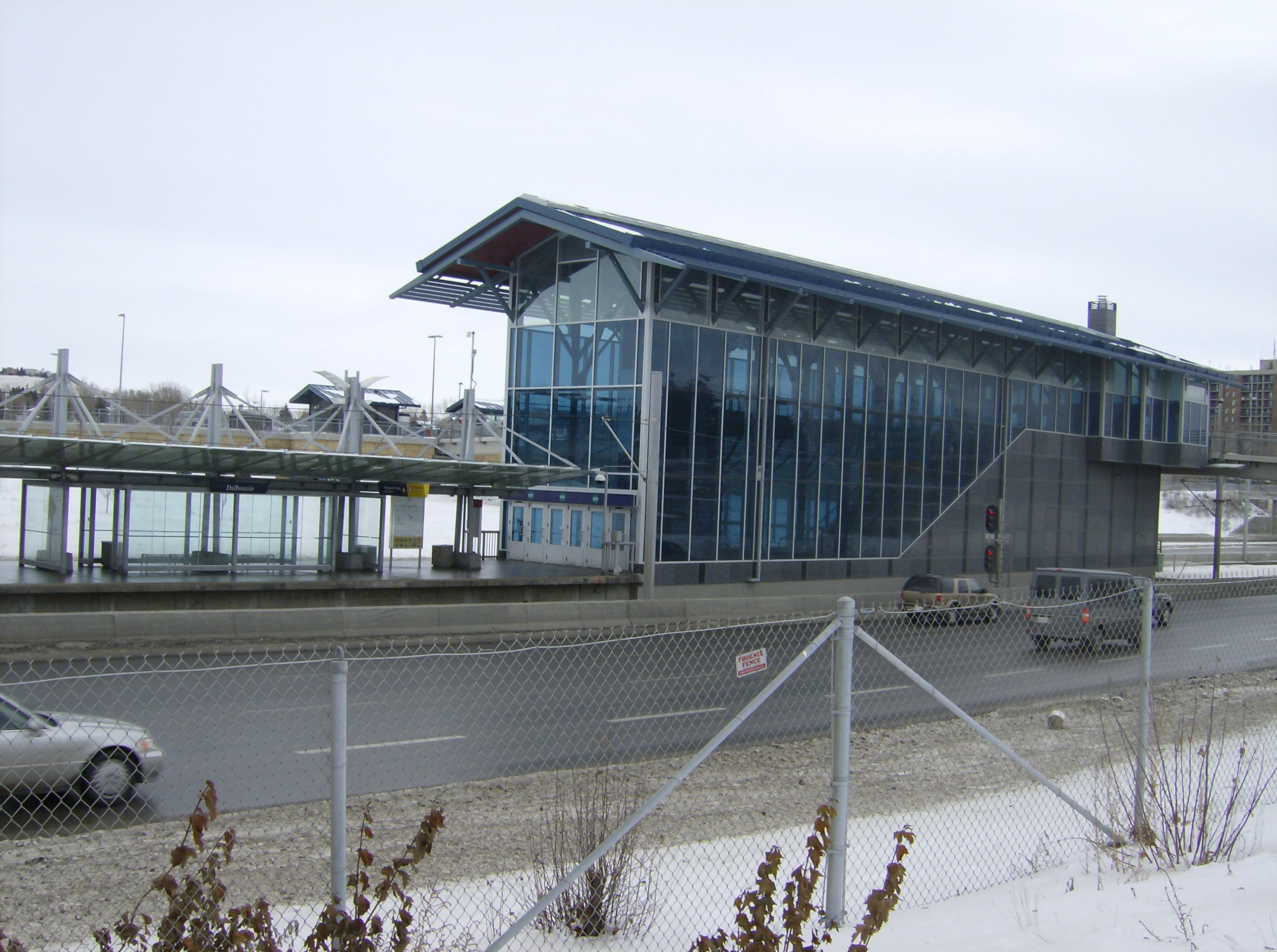
ダルハウジー駅
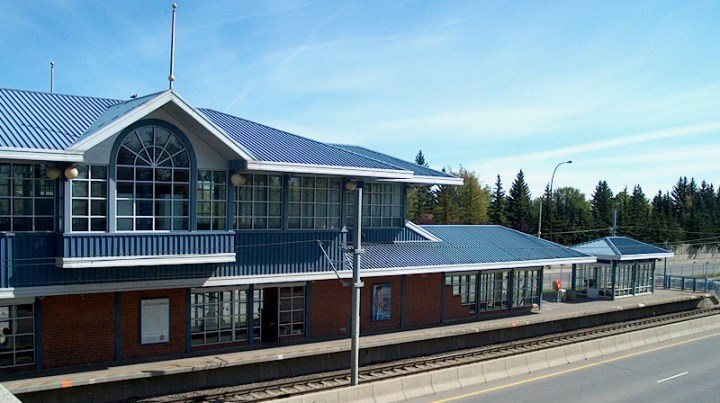
ユニバーシティー駅
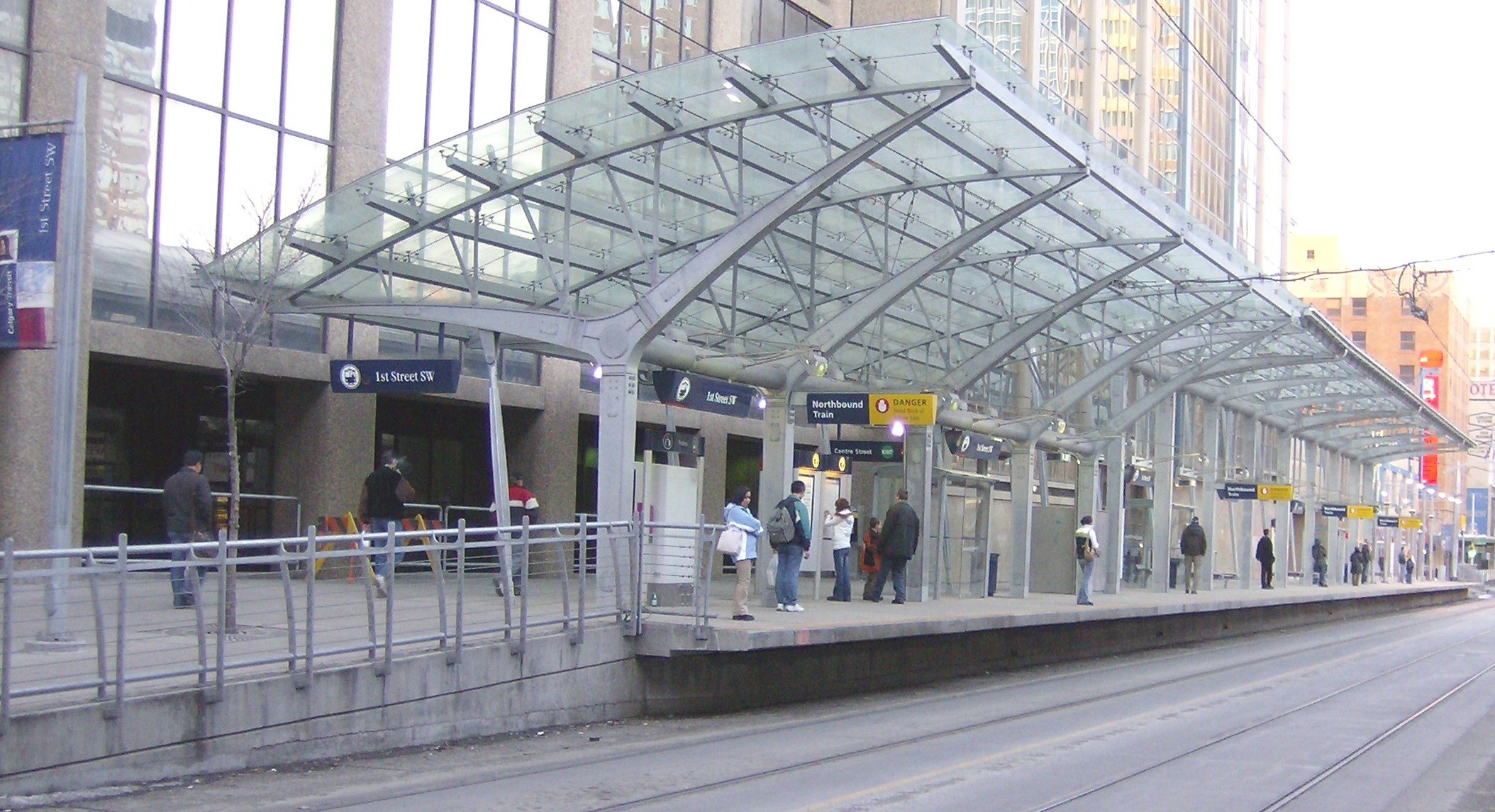
1ストリート・サウスウェスト/センター・ストリート駅
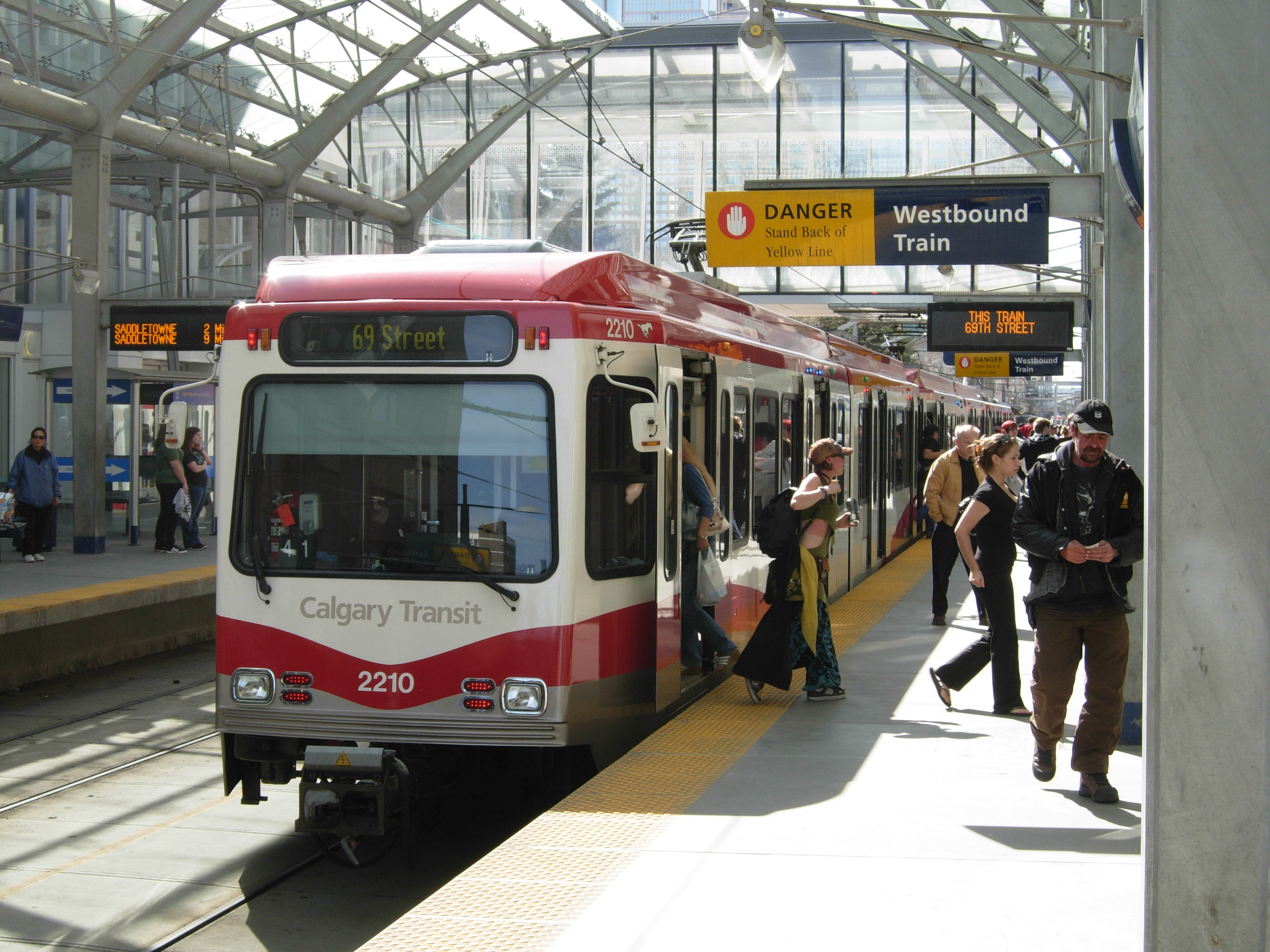
シティーホール駅
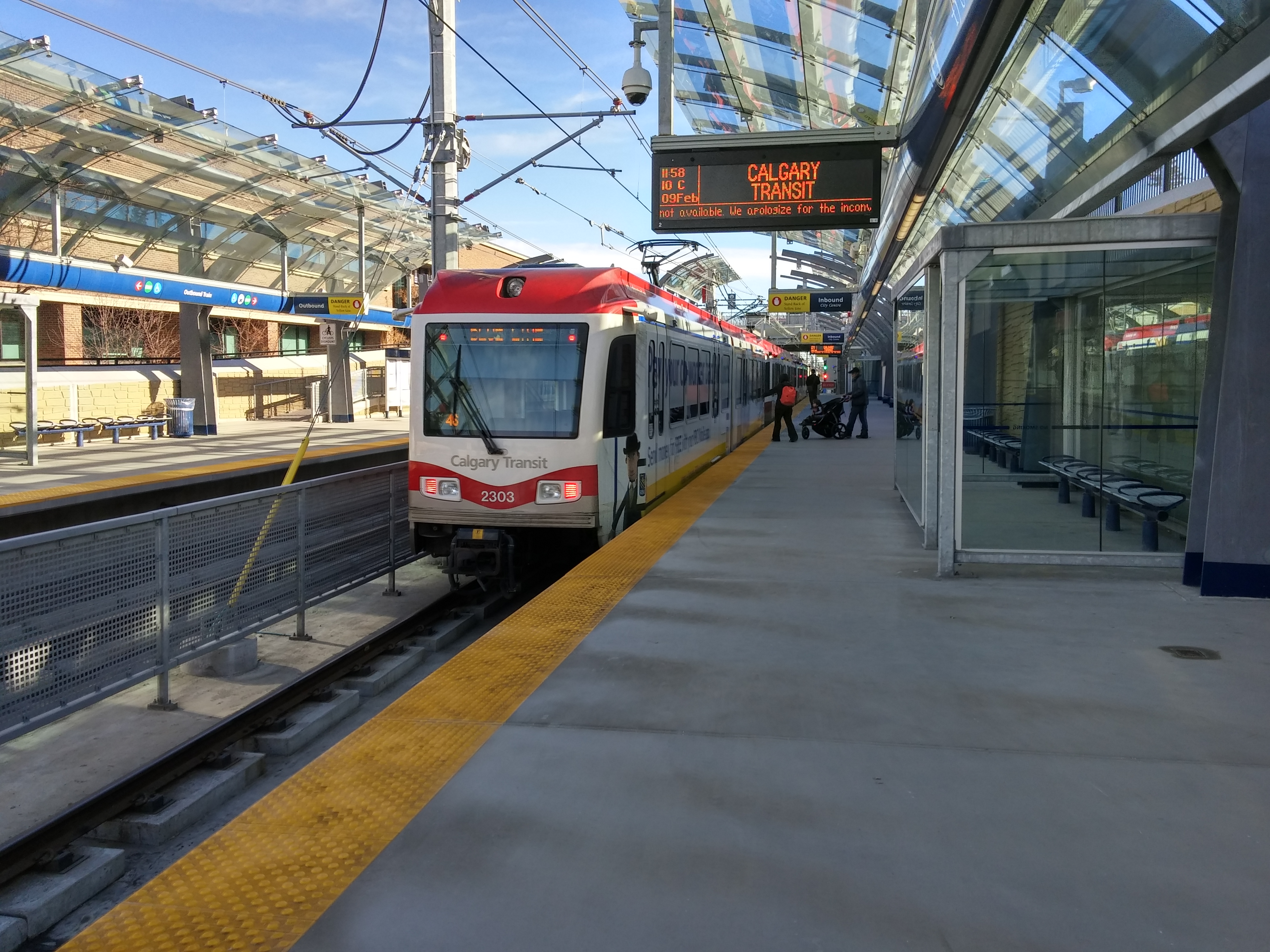
45ストリート・サウスウェスト駅
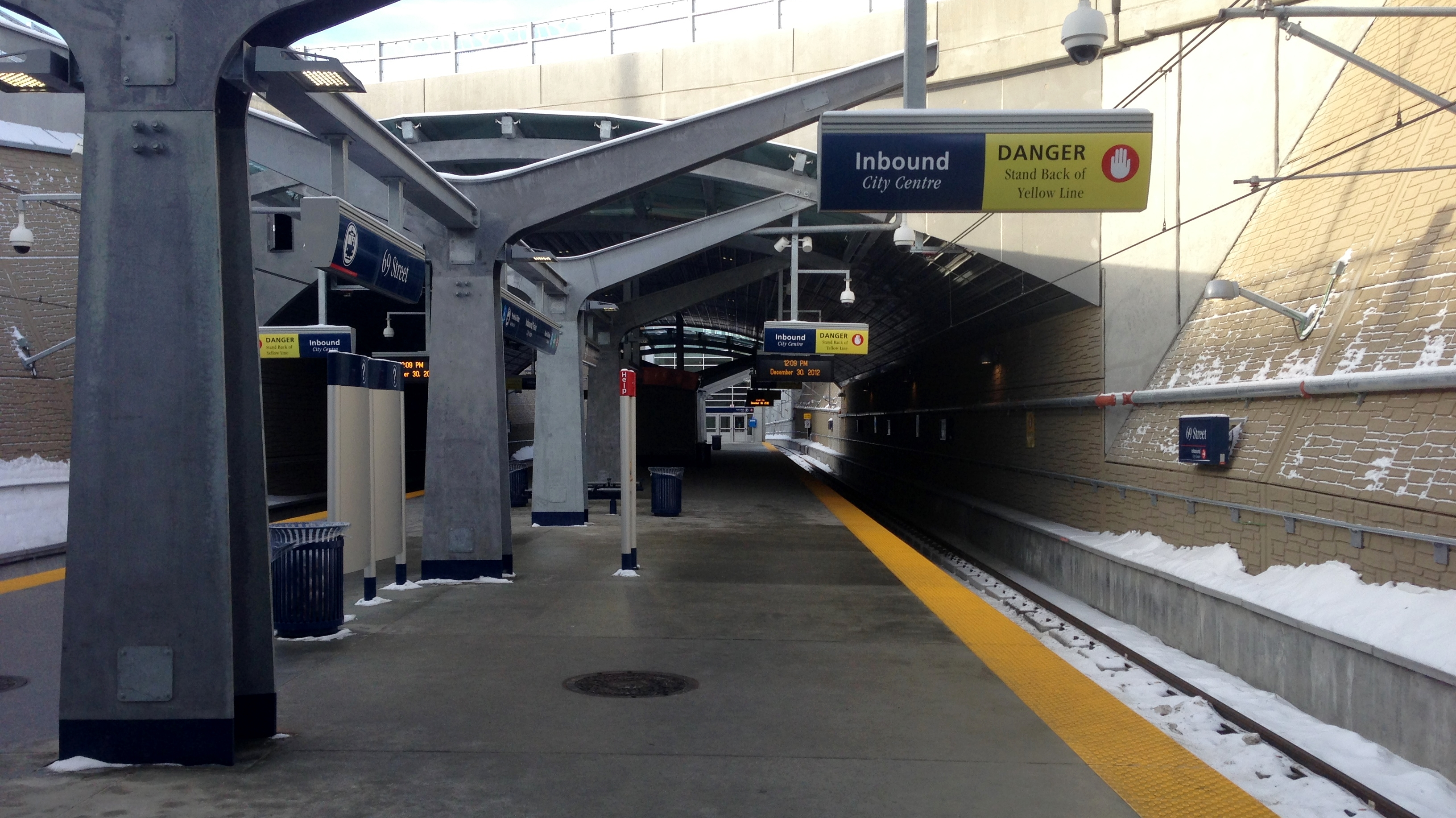
69ストリート駅
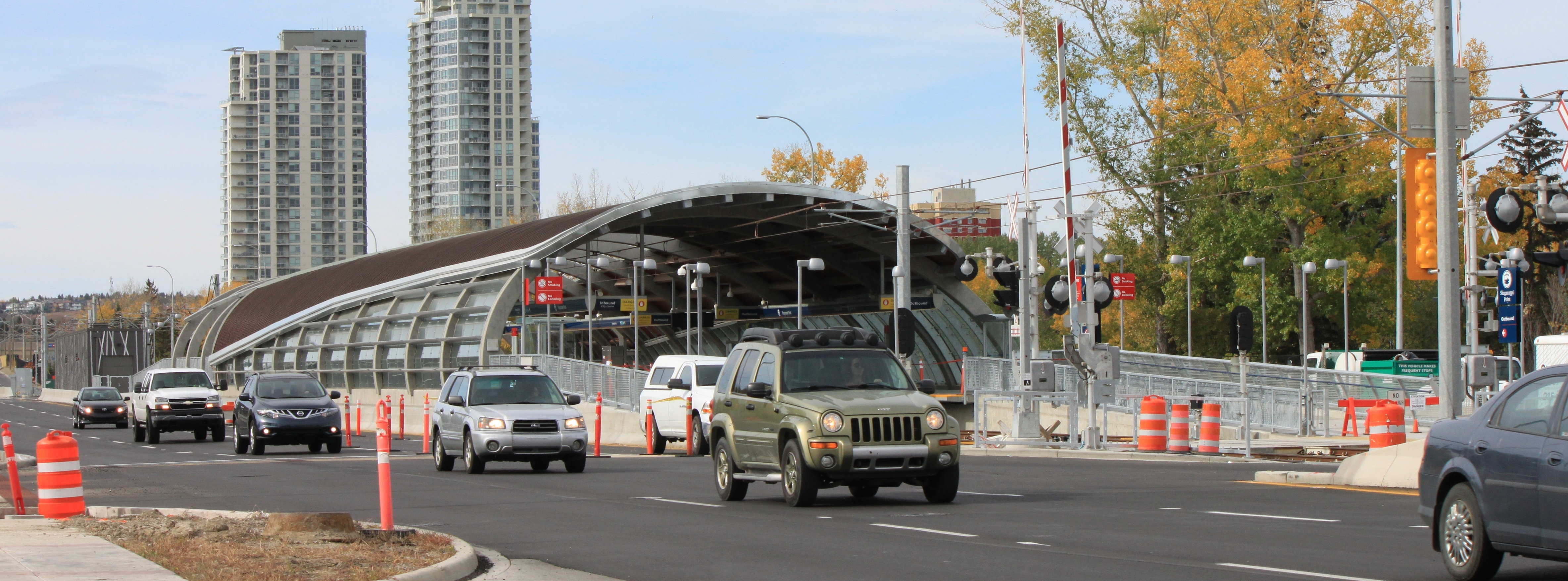
シャガナッピ・ポイント駅
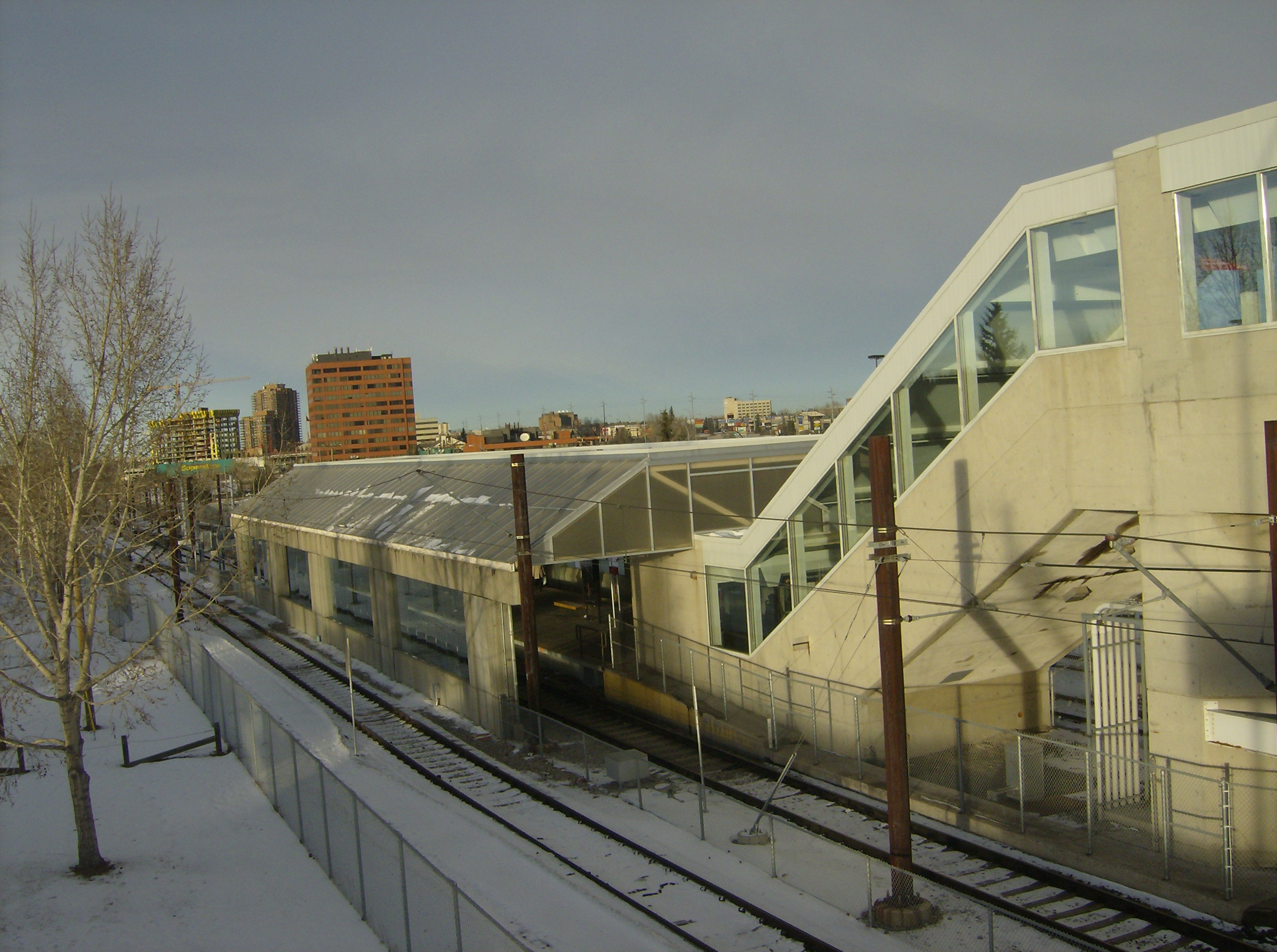
アンダーソン駅
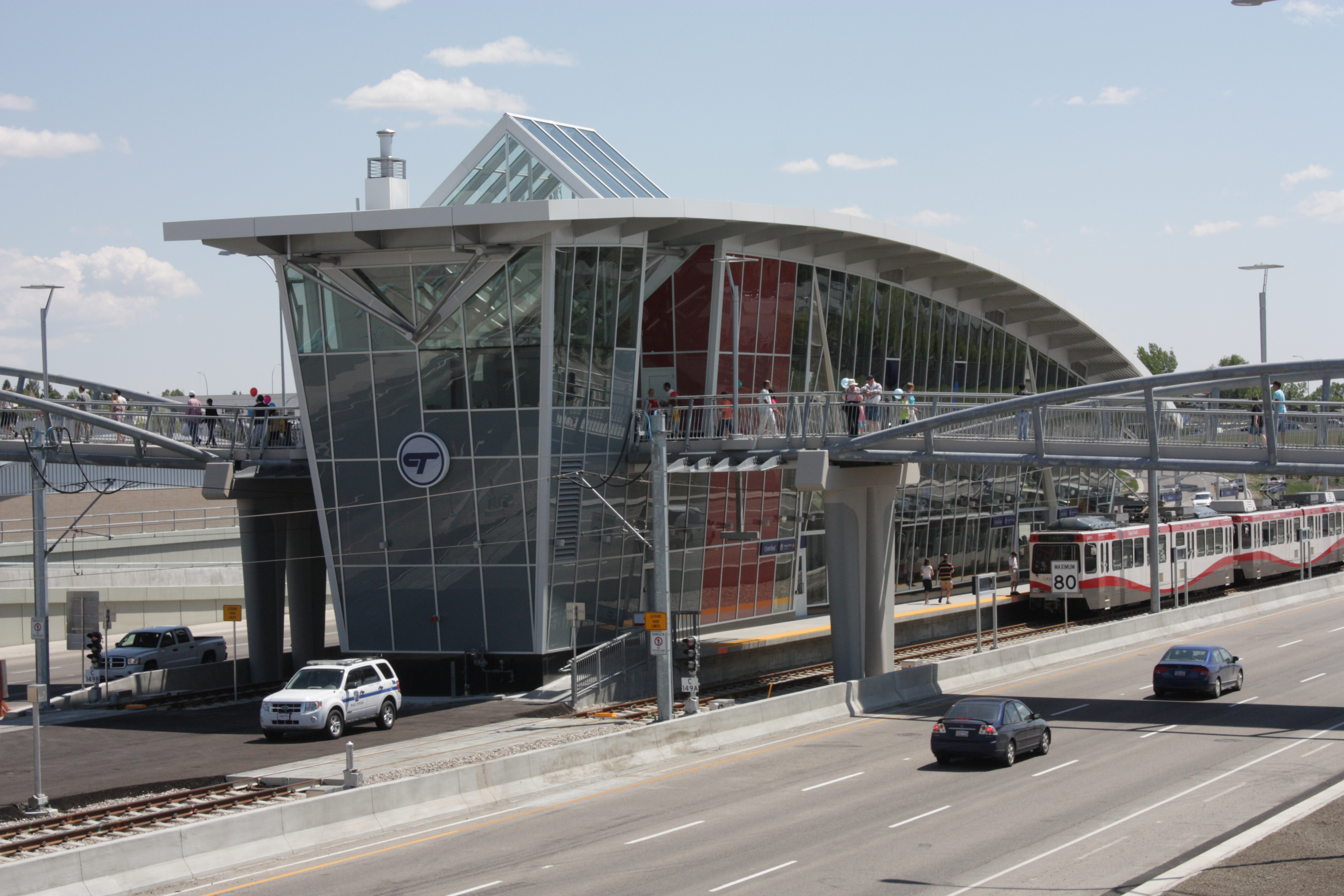
クロウフット駅
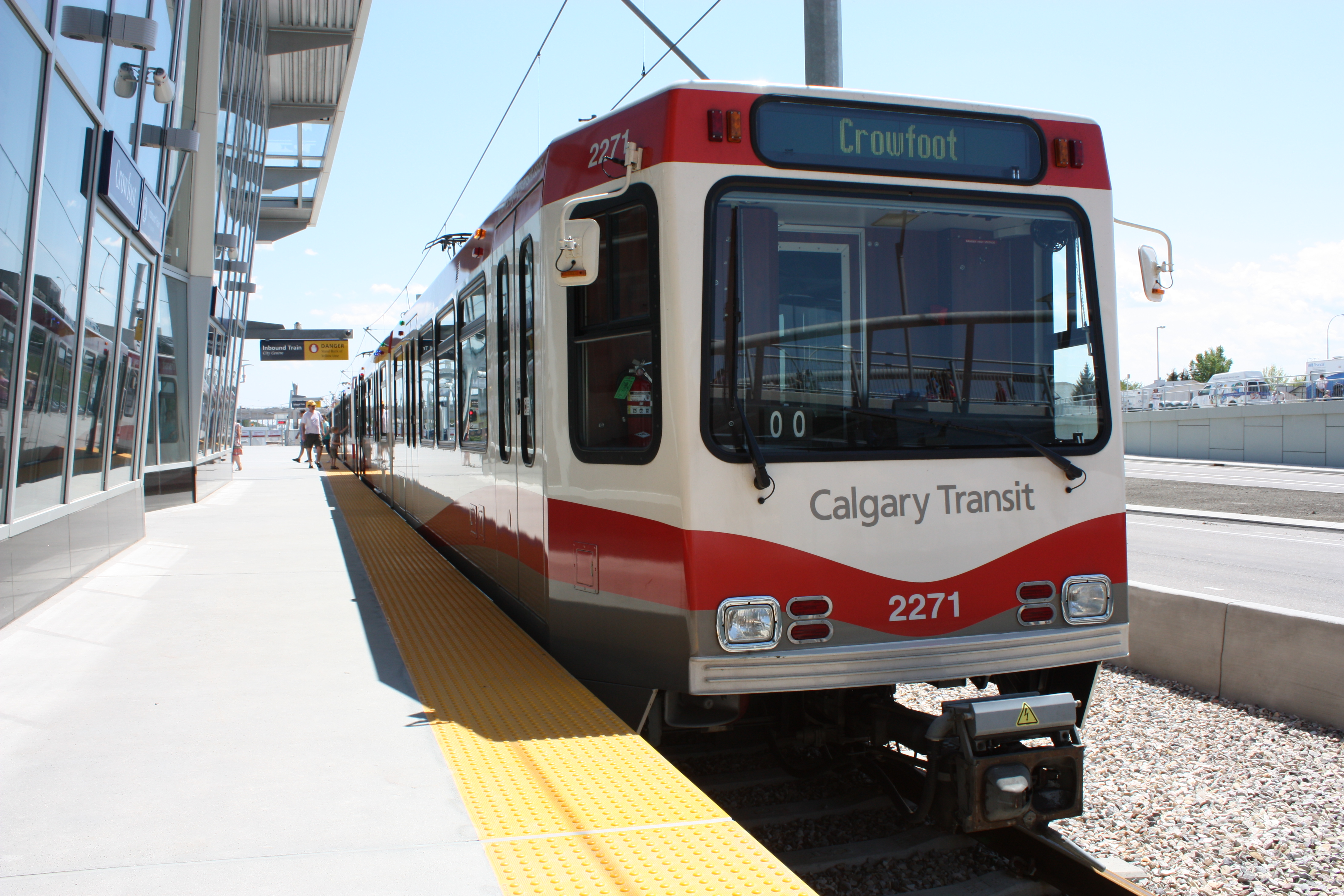
SD160
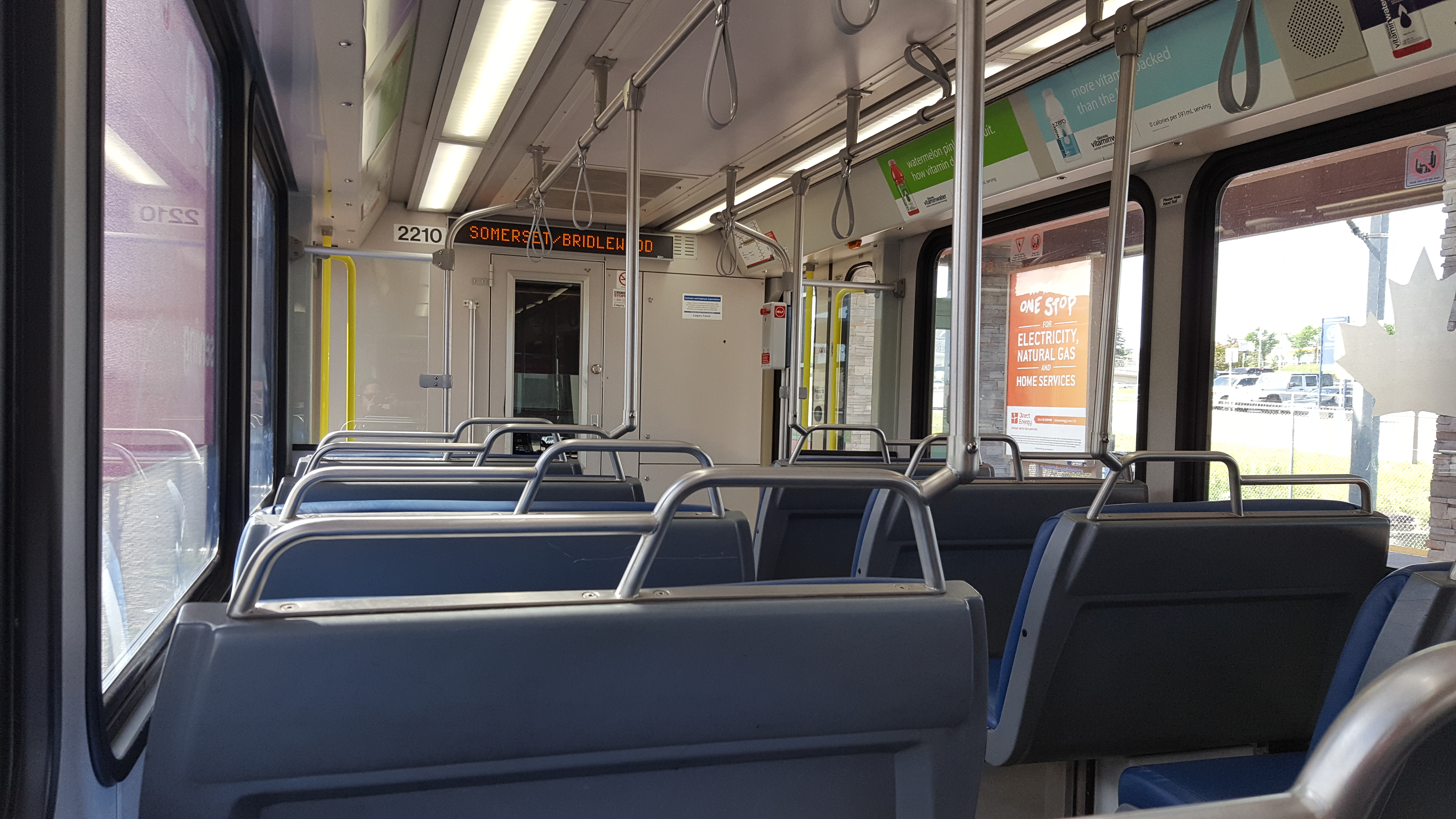
Siemens SD-160の車内